# هول (گروه موسیقی)
هول (به انگلیسی: Hole) گروهٔ موسیقی آلترناتیو راک آمریکایی بود که در سال ۱۹۸۹ در لس آنجلس، کالیفرنیا توسط خواننده کورتنی لاو و گیتارزن اریک ارلندسون به‌وجود آمد. این گروهٔ موسیقی دارای چندین نوازندهٔ بیس و طبل‌زن مختلف می‌بود که فعال‌ترین از بین آن‌ها طبل‌زن پتی شمل و نوازندگان بیس کریستن پفاف و ملیسا آوف در مائور بودند. هول در مجموع طی دو دوره‌ی فعالیت، از دههٔ ۹۰ میلادی تا اوایل دههٔ ۲۰۱۰، چهار آلبوم استودیویی منتشر کرد و به یکی از موفق‌ترین گروه‌های راک با خوانندهٔ زن در تاریخ تبدیل شد.
گروه که از فضای پانک راک لس‌آنجلس تأثیر گرفته بود نخستین آلبومش را تحت عنوان زیبا از درون در سال ۱۹۹۱ منتشر کرد. این آلبوم توسط کیم گوردون عضو گروه سانیک یوث تهیه و تولید شد و توجه رسانه‌های آلترناتیو بریتانیا و آمریکا را به خود جلب کرد. دومین آلبوم آن‌ها تحت عنوان از این جان سالم به‌در ببر در سال ۱۹۹۴ از سوی دی‌جی‌سی رکوردز منتشر شد و ترکیبی از عناصر پانک، گرانج و پاپ راک را در خود داشت، این آلبوم با تحسین گستردهٔ منتقدان روبه‌رو شد و ظرف یک سال گواهی پلاتینی دریافت کرد. سومین آلبوم آن‌ها تحت عنوان پوست سلبریتی (۱۹۹۸) نقطه‌ی عطفی در سبک گروه بود؛ زیرا از تأثیرات پانک اولیه فاصله گرفت و صدایی تجاری‌تر و عامه‌پسندتری ارائه داد. این آلبوم نیز در سراسر جهان حدود دو میلیون نسخه فروش داشت و تحسین قابل‌توجهی از سوی منتقدان دریافت کرد.